# Lerista punctatovittata
Lerista punctatovittata este o specie de șopârle din genul Lerista, familia Scincidae, descrisă de Günther 1867. Conform Catalogue of Life specia Lerista punctatovittata nu are subspecii cunoscute.